# Barazi-Epsilon
A Barazi Epsilon é uma equipa de corridas de Michel Lecomte e Juan Barazi. A base da equipa é em Le Mans. A equipa foi fundada em 2006.
A Brazi Epsilon têm competido em vários campeonatos, incluindo as Le Mans Series, a Fórmula 3 Britânica e na Superleague Fórmula. Neste último campeonato, a Barazi opera a Equipa da Superleague Fórmula do Olympique Lyonnais.
Os pontos altos desta equipa são a vitória na classe LMP2 na Temporada das Le Mans Series de 2006. A Barazi Epsilon tem sido regular na corrida das 24 Horas de Le Mans.

## Superleague Fórmula
Na 2009, a Barazi Epsilon está na Superleague Fórmula, a operar a Equipa da Superleague Fórmula do Olympique Lyonnais.